# Jonathan dos Santos
Jonathan dos Santos Ramírez (Ciudad de México, México, 26 de abril de 1990) es un futbolista mexicano, hijo de padre brasileño y madre mexicana, además de contar con la nacionalidad española. Juega como medio de contención y su equipo es el Club América de la Primera División de México. Es uno de los jugadores mexicanos más laureados, con 17 títulos oficiales.

## Trayectoria

### F. C. Barcelona

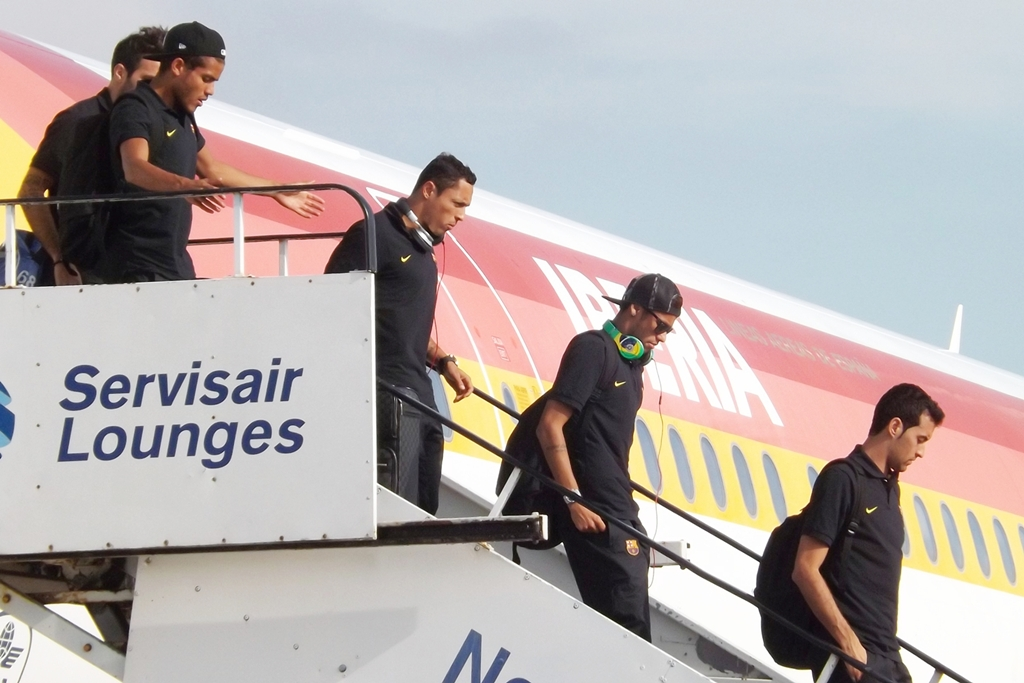
Jona con el F. C. Barcelona en 2013.

Llegó al Barcelona en junio de 2002 junto a su hermano Giovani. Jonathan comenzó en el Infantil B, y fue subiendo por las categorías inferiores del club azulgrana: Infantil A, el Cadete B y el Cadete A y Juvenil B. La temporada 2008-09 la disputó en el Juvenil A, donde fue capitán del equipo. Esa misma temporada obtuvo el pasaporte español, con lo que se convirtió en jugador comunitario, pudiendo así jugar en el primer equipo.
En el verano de 2009, fue seleccionado por el entrenador del F. C. Barcelona B, Luis Enrique, para formar parte de la plantilla definitiva del segundo equipo azulgrana. Además, el entrenador del primer equipo Josep Guardiola lo convocó para realizar la pretemporada por Inglaterra y la gira por los Estados Unidos con el primer equipo del F. C. Barcelona.
El 15 de agosto de 2009, Dos Santos fue convocado para su primer partido oficial con el primer equipo: la Supercopa de España, ante el Athletic Club, imponiéndose el F. C. Barcelona al final por la mínima diferencia de 1-0. El 28 de octubre de 2009 debutó con el primer equipo del F. C. Barcelona en un partido de Copa del Rey frente a la Cultural Leonesa, entrando de cambio al minuto 79 por Seydou Keita. En ese partido el F. C. Barcelona se impuso por 2-0. El 24 de noviembre de 2009 debutó en la Liga de Campeones ante el Inter de Milán, entrando de cambio al minuto 94 por Andrés Iniesta. En enero de 2010, Pep Guardiola lo convocó para el primer equipo, junto a Víctor Vázquez y Thiago Alcántara, para suplir las bajas de Yaya Touré y Seydou Keita, que viajaron a disputar la Copa Africana de Naciones 2010. Debuta el 2 de enero de 2010 como titular en Primera División ante el Villarreal CF. Aquella temporada jugó 32 partidos con el filial en Segunda, marcando 2 goles.
En verano de 2011, Jonathan realiza una gran pretemporada con el primer equipo, lo que le sirve para ganarse su continuidad en el club catalán, aunque en el filial.
En noviembre de 2011, Dos Santos vuelve a jugar con el primer equipo, esta vez en partido de Copa del Rey frente al Centre d'Esports L'Hospitalet y nuevamente como lateral derecho. A finales de mes, el futbolista reaparece también en la Champions, jugando los últimos minutos en un partido de Liga de Campeones ante el AC Milan. Un día después se anunció su renovación con el club hasta 2015, que se rubricaría el 1 de diciembre de 2011. Fue también uno de los futbolistas seleccionados por el Barça para viajar a Japón para la disputa del Mundial de Clubes 2011.
El 4 de febrero de 2012, tras "ascender" oficialmente al primer equipo, Jonathan fue titular con el primer equipo en un encuentro contra la Real Sociedad. Sin embargo, poco después volvería al filial; aunque tendría una corta aparición con el primer equipo ante el Málaga CF.
Comenzó la temporada 2012-13 como miembro del primer equipo a todos los efectos, vistiendo el número 12, pero apenas disfrutó de minutos.
Ya en su segunda temporada en el primer equipo con muchas proyecciones y tras haber rechazados ofertas de otros clubes, a poco de haber comenzado la temporada Jonathan sufre una grave lesión en la rodilla derecha, lo que le provoca una baja de 6 meses, de esta terrible manera Dos Santos termina el ciclo con apenas 3 partidos jugados.

### Villarreal C. F.

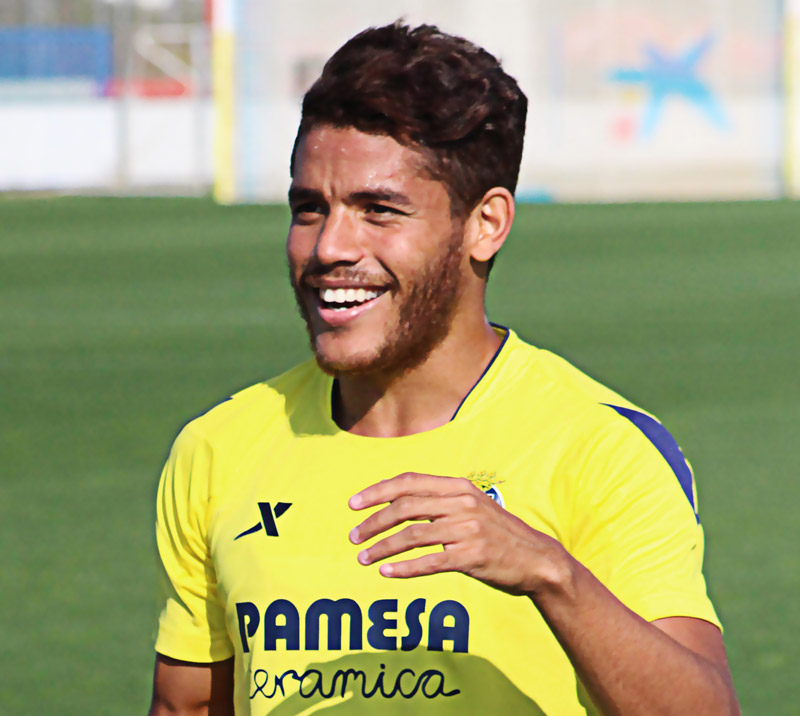
Jona jugando con el Villarreal C.F. en 2015.

El 9 de julio de 2014, FC Barcelona y Villarreal CF acuerdan el traspaso de Jonathan dos Santos al submarino amarillo, a cambio de 2 millones de euros, entre fijos y variables, y la participación del club catalán en una futura venta. En el conjunto de Villarreal, Jonathan se reencontró con su hermano Giovani dos Santos.
El 18 de septiembre de 2014 debuta oficialmente con el "submarino amarillo" contra el Borussia Mönchengladbach en la Europa League, entrando de cambio al 73' por Ikechukwu Uche.
Su primer gol con la camiseta del Villarreal CF lo anotó en La Coruña en un partido ante el Deportivo de La Coruña el día 21 de diciembre de 2014. Su segundo gol lo anotó ante el Málaga CF el día 10 de enero de 2015.

## Selección nacional

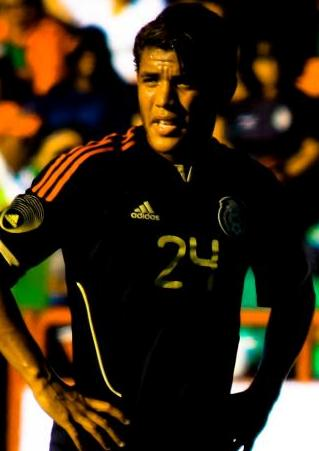
Jona jugando con el Tri en 2010.

Dos Santos fue convocado por Javier Aguirre a la Selección de México el 22 de septiembre de 2009 para disputar un partido amistoso contra Colombia, el cual tuvo lugar el 30 de septiembre del 2009. En ese partido, Jonathan debutó como titular, saliendo de cambio al minuto 72' por Patricio Araujo. En ese partido Colombia se impuso por 2-1. En marzo de 2010, jugó en dos amistosos (contra Nueva Zelanda y contra Corea del Norte).
Posteriormente, Jonathan fue seleccionado por Aguirre para formar parte de la lista de treinta jugadores preseleccionados para disputar el Mundial de Sudáfrica 2010; sin embargo, el 30 de mayo de 2010 no fue incluido en la lista definitiva de veintitrés futbolistas que disputarían el campeonato con México, lo que causó malestar en su entorno. Su padre y representante, Zizinho, declaró que desde aquel momento su hijo solo contemplaría jugar con la selección de España o Brasil. Sin embargo, sus tres partidos jugados con la selección mexicana fueron de categoría A. El 28 de junio de 2011 se conoció que, debido a un escándalo con prostitutas en un hotel de Quito durante la concentración con el equipo nacional, recibe una sanción por parte de la federación nacional de seis meses de suspensión para cualquier convocatoria del equipo nacional.
Miguel Herrera, entrenador de la selección, convocó a Jonathan dos Santos con la Selección Mexicana para los partidos amistosos contra Holanda y Bielorrusia, Jona entró al minuto 82 por Héctor Herrera en un partido enfrentando a Holanda el 12 de noviembre de 2014.
El 9 de julio del 2015 Jona debuta en su primer partido oficial con México ante Cuba, en la Copa Oro 2015, jugando 60' minutos y saliendo de cambio en el segundo tiempo por su hermano Giovani dos Santos.
Fue convocado para jugar la Copa Mundial de 2018 disputada en Rusia. Jugó apenas 35 minutos frente a Brasil en los octavos de final, partido que México perdió por 2 a 0 quedando eliminado.

#### Partidos internacionales
| 1. | 26 de marzo de 2019 | Levi's Stadium, Santa Clara   | Paraguay       | 1-0 | 4-2 | Amistoso                        |
| 2. | 9 de junio de 2019  | AT&T Stadium, Arlington       | Ecuador        | 1-0 | 3-2 | Amistoso                        |
| 3. | 7 de julio de 2019  | Soldier Field, Chicago        | Estados Unidos | 1-0 | 1-0 | Copa de Oro de la Concacaf 2019 |
| 4. | 3 de julio de 2021  | Los Angeles Memorial Coliseum | Nigeria        | 4-0 | 4-0 | Amistoso                        |
| 5. | 24 de julio de 2021 | State Farm Stadium, Glendale  | Honduras       | 2-0 | 3-0 | Copa de Oro de la Concacaf 2021 |

### Participaciones en fases finales
| Competición                     | Categoría | Sede                                  | Resultado        | Partidos | Goles |
| ------------------------------- | --------- | ------------------------------------- | ---------------- | -------- | ----- |
| Copa de Oro de la Concacaf 2015 | Absoluta  | Estados Unidos · Canadá               | Campeón          | 6        | 0     |
| Copa FIFA Confederaciones 2017  | Absoluta  | Rusia                                 | Cuarto lugar     | 4        | 0     |
| Copa Mundial de 2018            | Absoluta  | Rusia                                 | Octavos de final | 1        | 0     |
| Copa de Oro de la Concacaf 2019 | Absoluta  | Estados Unidos · Costa Rica · Jamaica | Campeón          | 5        | 1     |
| Total                           | –         | –                                     | –                | 16       | 1     |

## Clubes

### Estadísticas
- Actualizado el 12 de junio de 2024.

| Club                     | Temporada           | Liga  | Liga  | Copa Nacional | Copa Nacional | Copa Internacional | Copa Internacional | Total | Total |
| Club                     | Temporada           | Part. | Goles | Part.         | Goles         | Part.              | Goles              | Part. | Goles |
| ------------------------ | ------------------- | ----- | ----- | ------------- | ------------- | ------------------ | ------------------ | ----- | ----- |
| F. C. Barcelona · España | 2009/10             | 3     | 0     | 2             | 0             | 1                  | 0                  | 6     | 0     |
| F. C. Barcelona · España | 2010/11             | 2     | 0     | 3             | 0             | 1                  | 0                  | 6     | 0     |
| F. C. Barcelona · España | 2011/12             | 3     | 0     | 3             | 0             | 2                  | 0                  | 8     | 0     |
| F. C. Barcelona · España | 2012/13             | 3     | 0     | 3             | 0             | -                  | -                  | 6     | 0     |
| F. C. Barcelona · España | 2013/14             | 3     | 0     | -             | -             | -                  | -                  | 3     | 0     |
| F. C. Barcelona · España | Total               | 14    | 0     | 11            | 0             | 4                  | 0                  | 29    | 0     |
| Villarreal C.F. · España | 2014/15             | 28    | 2     | 5             | 1             | 9                  | 0                  | 42    | 3     |
| Villarreal C.F. · España | 2015/16             | 26    | 0     | 2             | 0             | 10                 | 1                  | 38    | 1     |
| Villarreal C.F. · España | 2016/17             | 34    | 2     | 4             | 0             | 8                  | 1                  | 46    | 3     |
| Villarreal C.F. · España | Total               | 88    | 4     | 11            | 1             | 27                 | 2                  | 126   | 7     |
| LA Galaxy Estados Unidos | 2017                | 12    | 1     | -             | -             | -                  | -                  | 12    | 1     |
| LA Galaxy Estados Unidos | 2018                | 23    | 2     | 0             | 0             | -                  | -                  | 23    | 2     |
| LA Galaxy Estados Unidos | 2019                | 31    | 3     | 0             | 0             | -                  | -                  | 31    | 3     |
| LA Galaxy Estados Unidos | 2020                | 13    | 0     | 0             | 0             | -                  | -                  | 13    | 0     |
| LA Galaxy Estados Unidos | 2021                | 26    | 1     | 0             | 0             | -                  | -                  | 26    | 1     |
| Total                    | Total               | 105   | 7     | 0             | 0             | 0                  | 0                  | 105   | 7     |
| América · México         | 2022                | 11    | 0     | -             | -             | -                  | -                  | 11    | 0     |
| América · México         | 2022-23             | 26    | 1     | -             | -             | -                  | -                  | 26    | 1     |
| América · México         | 2023-24             | 43    | 0     | -             | -             | 10                 | 0                  | 53    | 0     |
| Total                    | Total               | 80    | 1     | 0             | 0             | 10                 | 0                  | 90    | 1     |
| Total en su carrera      | Total en su carrera | 287   | 12    | 22            | 1             | 41                 | 2                  | 350   | 15    |

## Palmarés

### Títulos nacionales
| Título                  | Club            | Sede   | Año  |
| ----------------------- | --------------- | ------ | ---- |
| Liga Española           | F. C. Barcelona | España | 2010 |
| Supercopa de España     | F. C. Barcelona | España | 2010 |
| Liga Española           | F. C. Barcelona | España | 2011 |
| Supercopa de España     | F. C. Barcelona | España | 2011 |
| Copa del Rey            | F. C. Barcelona | España | 2012 |
| Liga Española           | F. C. Barcelona | España | 2013 |
| Supercopa de España     | F. C. Barcelona | España | 2013 |
| Primera División        | Club América    | México | 2023 |
| Primera División        | Club América    | México | 2024 |
| Campeón de Campeones    | Club América    | México | 2024 |
| Supercopa de la Liga MX | Club América    | México | 2024 |
| Primera División        | Club América    | México | 2024 |

### Copas internacionales
| Título              | Equipo              | Sede           | Año  |
| ------------------- | ------------------- | -------------- | ---- |
| Liga de Campeones   | F. C. Barcelona     | Londres        | 2011 |
| Supercopa de Europa | F. C. Barcelona     | Mónaco         | 2011 |
| Mundial de Clubes   | F. C. Barcelona     | Japón          | 2011 |
| Copa Oro CONCACAF   | Selección de México | Estados Unidos | 2015 |
| Copa Concacaf       | Selección de México | Estados Unidos | 2015 |
| Copa Oro CONCACAF   | Selección de México | Estados Unidos | 2019 |

### Distinciones individuales
| Distinción                                  | Año     |
| ------------------------------------------- | ------- |
| MLS All Star                                | 2018    |
| MLS All Star                                | 2019    |
| Man of The Match de la final de la Copa Oro | 2019    |
| Equipo Ideal de la Copa Oro                 | 2019    |
| Mejor medio defensivo del año de la Liga MX | 2023-24 |
| Liga MX All Star                            | 2024    |